# اندرو نیوزتاب
اندرو نیوزتاب (: Andrew Knewstubb؛ زادهٔ ۱۴ سپتامبر ۱۹۹۵) بازیکن راگبی ۷ نفره اهل نیوزیلند است.
وی در مسابقات کشوری و بین‌المللی در مجموع برندهٔ ۱ مدال طلا، ۱ مدال نقره شده‌است.